# Joseph Rogatchewsky
Joseph Rogatchewsky est un ténor russe né à Mirgorod (Empire russe) le 20 novembre 1891 et mort à Bruxelles (Belgique) le 31 mars 1985.
Il vient à Paris peu avant la Première Guerre mondiale et s'engage comme volontaire dans l'armée française. Il entre ensuite au Conservatoire de Paris et obtient un premier prix de chant et d'art lyrique. L'Opéra-Comique l'engage en 1922 et deux ans plus tard Maurice Corneil de Thoran l'invite à Bruxelles, au Théâtre de la Monnaie pour chanter Werther, qui assoit sa célébrité. Les grandes institutions le réclament : le Wiener Staatsoper, l'Opéra de Paris, le Concertgebouw d'Amsterdam, l'Opéra de Berlin s'ouvrent à lui, mais il préfère rester au Théâtre de la Monnaie et s'installe définitivement à Bruxelles.
Il interprète de nombreux rôles, dont les plus importants dans Tannhäuser, Parsifal,Lohengrin et La Dame de pique. C'est cependant surtout dans l'opéra français qu'il connaît ses plus grands succès, notamment dans Manon, Werther, Mârouf, savetier du Caire ou encore Le Bon roi Dagobert.
À la mort de Corneil de Thoran en janvier 1953, il est appelé à diriger le Théâtre de la Monnaie, fonction qu'il occupera jusqu'en 1959, cédant la place à Maurice Huisman. Il donnera ensuite des cours d'art lyrique au Conservatoire royal de Mons.